# Powiat (Polska)

Aktualna mapa powiatów w Polsce

Powiat – jednostka samorządu terytorialnego i podziału administracyjnego II stopnia w Polsce. Jednostką wyższego szczebla jest województwo, a niższego – gmina. Funkcjonowanie powiatów reguluje ustawa z dnia 5 czerwca 1998 roku o samorządzie powiatowym.
W Polsce jest 314 powiatów oraz 66 miast na prawach powiatu.

## Historia

### Etymologia
Termin powiat pochodzi od prasłowiańskiego *povětъ „teren stanowiący jakąś jednostkę samorządową czy administracyjną” i w ujęciu słowotwórstwa historycznego jest rzeczownik odczasownikowym od *povětiti „powiedzieć, powiadomić” – w języku staropolskim znany był czasownik w formie podstawowej wiecić „ogłaszać, nazywać”. Słowo powiat pierwotnie znaczyło najpewniej „powiedzenie, powiadomienie” i ewoluowało poprzez znaczenie „ludzie, których się o czymś się powiadamia, zwołuje” do bliższego współczesnemu „teren, z którego zwołuje się ludzi, na którym się o czymś powiadamia”.

### Królestwo Polskie
Po raz pierwszy powiaty w Polsce wprowadzono w drugiej połowie XIV w., gdy przejęły one część funkcji ograniczanej wówczas sieci kasztelanii. W systemie podziału terytorialnego kraju pojawiła się jednostka administracyjna większa od kasztelanii, zwana po łacinie districtus (dystrykt) i uwzględniana w tytulaturzu książęcym.
W końcu XIV w. funkcjonował już nowy system podziału terytorialnego, opierający się na ustroju sądowo-ziemskim. Jego podstawą była ziemia, składająca się z 2–3 powiatów sądowych. Należy sądzić, że ziemie powstały w wyniku podziału dystryktów. Dla każdej z ziem ustanowiono delegowany sąd książęcy, złożony z sędziego i podsędków oraz lokalnych urzędników. Sądy ziemskie nie miały stałych siedzib, ale dokonywały objazdów całego terytorium, zatrzymując się na pewien czas w znaczniejszych ośrodkach. Okolice tych ośrodków, przeważnie miejskich, wraz z mieszkańcami podległymi jurysdykcji sądów ziemskich utworzyły powiaty.
Oddzielny, dla każdej z ziem, zarząd majątkiem władcy spoczywał w rękach specjalnych rządców (łac. procuratores), zwanych od połowy XV wieku starostami. Starostowie posiadali rozległą władzę administracyjno-sądową; sądzili wszystkich, którzy dopuścili się przestępstw zagrażających spokojowi publicznemu. Do starosty należała również piecza nad wykonywaniem wyroków sądowych oraz ogólny nadzór nad aparatem skarbowym. Siedzibą starosty była początkowo stolica ziemi. W późniejszych czasach starostami nazywano także dzierżawców królewszczyzn (tzw. starostowie niegrodowi). Patrz też: urzędy ziemskie.
W późniejszym okresie powiaty istniały w dwujęzycznym Wielkim Księstwie Poznańskim, jako odpowiednik niemieckiego Kreis. W zaborze rosyjskim odpowiednikiem powiatów były ujezdy. W Galicji jednostkami administracyjnymi były dystrykty, a od 1867 r. – powiaty. Spis powiatów na ziemiach polskich pod zaborami można znaleźć w Słowniku geograficznym Królestwa Polskiego.

### II Rzeczpospolita oraz PRL
Powiaty funkcjonowały w okresie II Rzeczypospolitej, a później w PRL do 1975 r., kiedy to zlikwidowano duże województwa podzielone na powiaty, wprowadzając w ich miejsce 49 mniejszych województw.

## Powiaty we współczesnej Polsce

### Ramy prawne funkcjonowania
Podział województw na powiaty przywróciła reforma administracyjna 1999 roku, która weszła w życie 1 stycznia 1999. Status powiatu w Polsce reguluje ustawa z dnia 5 czerwca 1998 roku o samorządzie powiatowym.
Powiat jest tworzony przez lokalną wspólnotę samorządową i odpowiednie terytorium. Lokalna wspólnota samorządowa stanowi składnik ludzki, a terytorium – składnik rzeczowy powiatu. Wspólnota lokalna to samoistny, niezależny od państwa byt, przede wszystkim taki, który jest podmiotem pierwotnym wobec państwa i jego struktury administracyjnej. Istnieją trzy grupy poglądów dotyczących rozumienia tego pojęcia:
- I grupa: na gruncie prawnym poza użyciem terminu „lokalna wspólnota samorządowa” nie nadano mu żadnej treści i nie rozwinięto go w przepisach ustaw[5],
- II grupa: „lokalna wspólnota samorządowa” to termin socjologiczny i nie należy koncentrować na nim szczególnej uwagi, ponieważ uważana jest ona w tej nauce jako zbiorowość posiadająca wspólne terytorium, interakcje społeczne oraz oparta jest na silnych więziach emocjonalnych, co nie odgrywa znacznej roli w rozumowaniu pojęcia lokalnej wspólnoty samorządowej[6],
- III grupa wskazuje na materialnoprawny aspekt pojęcia „lokalnej wspólnoty samorządowej”. Jest ona podmiotem administracji publicznej i nie stanowi tylko sumy mieszkańców powiatu, lecz również system wspólnych wartości i celów znajdujących swój wyraz w zadaniach wspólnoty i rozwijanych w ustawach szczególnych.

Do właściwego zrozumienia pojęcia lokalnej wspólnoty samorządowej należy uwzględnić termin „mieszkańca powiatu” (członka powiatowej wspólnoty), który może być rozpatrywany w dwóch ujęciach:
- materialnoprawnym – wszyscy ludzie zamieszkujący stale dany obszar (terytorium powiatu). Do oceny stałego zamieszkania nie stosuje się przepisu art. 25 kodeksu cywilnego[a], ponieważ trudno jest zakwalifikować niepełnoletnich czy też ubezwłasnowolnionych całkowicie do grupy osób mogących mieć zamiar stałego pobytu;
- ustrojowo-politycznym – podmiot praw i obowiązków z zakresu prawa administracyjnego, mający zdolność zarządzania sprawami publicznymi o charakterze lokalnym, ale również podmiot odpowiedzialny za realizację zadań publicznych.

Potocznie stosuje się często terminy powiat ziemski i powiat grodzki. Rozróżnienie takie nie znajduje jednak podstaw w ustawie o samorządzie powiatowym. Bardziej poprawne jest mówienie o powiatach, czyli jednostkach samorządu obejmujących kilka gmin i posiadających własne organy, omówione w ustawie, oraz o miastach na prawach powiatu, w których organy samorządu gminnego mają również zadania i kompetencje samorządu powiatowego (niemniej miasta na prawach powiatu nawet w niektórych aktach prawnych nazywane są powiatami).

### Zakres działania i zadania powiatu
Powiat wykonuje określone ustawami zadania publiczne o charakterze ponadgminnym w zakresie:
- edukacji publicznej
- promocji i ochrony zdrowia
- pomocy społecznej
- wspieranie rodziny i systemu pieczy zastępczej
- polityki prorodzinnej
- wspierania osób niepełnosprawnych
- transportu zbiorowego i dróg publicznych
- kultury oraz ochrony zabytków i opieki nad zabytkami
- kultury fizycznej i turystyki
- geodezji, kartografii i katastru
- gospodarki nieruchomościami
- administracji architektoniczno-budowlanej
- gospodarki wodnej
- ochrony środowiska i przyrody
- rolnictwa, leśnictwa i rybactwa śródlądowego
- porządku publicznego i bezpieczeństwa obywateli
- ochrony przeciwpowodziowej, w tym wyposażenia i utrzymania powiatowego magazynu przeciwpowodziowego, przeciwpożarowej i zapobiegania innym nadzwyczajnym zagrożeniom życia i zdrowia ludzi oraz środowiska
- przeciwdziałania bezrobociu oraz aktywizacji lokalnego rynku pracy
- ochrony praw konsumenta
- utrzymania powiatowych obiektów i urządzeń użyteczności publicznej oraz obiektów administracyjnych
- obronności
- promocji powiatu
- współpracy i działalności na rzecz organizacji pozarządowych oraz podmiotów wymienionych w art. 3 ust. 3 ustawy z dnia 24 kwietnia 2003 r. o działalności pożytku publicznego i o wolontariacie
- działalności w zakresie telekomunikacji.

Ponadto:
- do zadań publicznych powiatu należy również zapewnienie wykonywania określonych w ustawach zadań i kompetencji kierowników powiatowych służb, inspekcji i straży
- ustawy mogą określać inne zadania powiatu
- ustawy mogą określać niektóre sprawy należące do zakresu działania powiatu jako zadania z zakresu administracji rządowej, wykonywane przez powiat
- powiat na uzasadniony wniosek zainteresowanej gminy przekazuje jej zadania z zakresu swojej właściwości na warunkach ustalonych w porozumieniu
- zadania powiatu nie mogą naruszać zakresu działania gmin
- ustawy mogą nakładać na powiat obowiązek wykonywania zadań z zakresu organizacji przygotowań i przeprowadzenia wyborów powszechnych oraz referendów.

### Organy powiatu

#### Organ stanowiący – rada powiatu
Organem stanowiącym powiatu jest rada powiatu, złożona z radnych powiatu. Na czele rady stoi wybrany przez radę Przewodniczący rady powiatu.
Komisje rady powiatu wyłaniane są spośród członków rady powiatu i kontrolują działania władzy wykonawczej. Obligatoryjnie musi istnieć jedna komisja – rewizyjna (do kontroli spraw finansowych), komisje doraźne są powoływane w sytuacjach nagłych. W mieście na prawach powiatu ich zadania wykonują odpowiednio: rada miasta i prezydent miasta oraz komisje stałe i doraźne.
Oddzielnym gremium jest komisja bezpieczeństwa i porządku (niebędąca komisją rady powiatu), złożona z przedstawicieli samorządów, służb powiatowych oraz powołanych przez starostę ekspertów. Funkcjonuje ona także w mieście na prawach powiatu.

#### Organ wykonawczy – zarząd powiatu
Organem wykonawczym powiatu jest zarząd powiatu, liczący od 3 do 5 osób (zgodnie ze statutem danego powiatu). Przewodniczącym zarządu jest starosta. Poza nim, w skład zarządu wchodzi wicestarosta (zawsze jeden), a także pozostali członkowie zarządu (w liczbie od 1 do 3).
Starostę wybiera rada powiatu. Wicestarostę oraz pozostałych członków zarządu wybiera rada powiatu na wniosek starosty. Starosta i wicestarosta są zatrudnieni w starostwie powiatowym na podstawie wyboru, i z tego tytułu pobierają wynagrodzenie za pracę. Członkowie zarządu dzielą się na etatowych i nieetatowych - członkowie etatowi są zatrudnieni w starostwie na podstawie wyboru, a członkowie nieetatowi otrzymują dietę za udział w posiedzeniach zarządu. O tym, czy w danym powiecie członkowie zarządu są członkami etatowymi (i czy wszyscy, czy np. tylko jeden z nich), decydują zapisy statutu danego powiatu. Starosta, wicestarosta i członkowie zarządu mogą, ale nie muszą, być jednocześnie radnymi powiatu.
Zgodnie z art. 33b ustawy o samorządzie powiatowym, powiatową administrację zespoloną (jednostki podporządkowane staroście) stanowią:
- starostwo powiatowe
- powiatowy urząd pracy, będący jednostką organizacyjną powiatu
- jednostki organizacyjne stanowiące aparat pomocniczy kierowników powiatowych służb, inspekcji i straży.

W mieście na prawach powiatu zadania zarządu powiatu wykonuje prezydent miasta.

### Powiat w obrocie cywilnym i gospodarczym
Gospodarka finansowa powiatu oparta jest na uchwalanych przez radę powiatu: rocznym budżecie oraz wieloletniej prognozie finansowej. W ramach budżetu powiatu uchwalane są plany finansowe: starostwa powiatowego oraz pozostałych powiatowych jednostek budżetowych. Starostwo powiatowe oraz powiatowe jednostki budżetowe nie posiadają osobowości prawnej, ale mogą być pracodawcami w rozumieniu Kodeksu pracy. W przypadku umów cywilnoprawnych (zlecenia, o dzieło) zawieranych na potrzeby tych jednostek, stroną takiej umowy jest powiat.
Do zaciągania zobowiązań w imieniu powiatu (zawierania umów) umocowani są: dwaj członkowie zarządu powiatu działający łącznie, jeden członek zarządu i osoba upoważniona przez zarząd, albo jednoosobowo upoważniony pracownik starostwa powiatowego. Dyrektorzy powiatowych jednostek budżetowych mogą zostać upoważnieni przez zarząd powiatu do zawierania w imieniu powiatu umów związanych z prowadzeniem bieżącej działalności powiatu. Do skutecznego zaciągnięcia zobowiązania niezbędna jest kontrasygnata skarbnika lub osoby przez niego upoważnionej.
Kierownikiem zamawiającego w postępowaniach o udzielenie zamówienia publicznego na potrzeby powiatu jest zarząd powiatu, lub osoba wyznaczona przez zarząd (np. starosta). Jeżeli powiatowa jednostka budżetowa udziela zamówienia związanego z jej własną działalnością, kierownikiem zamawiającego jest dyrektor tej jednostki.

### Statystyka
Dane statystyczne wg stanu na 1 stycznia 2023:
- w statystyce Unii Europejskiej powiaty stanowią regiony NUTS 4[potrzebny przypis]
- w Polsce jest 314 powiatów oraz 66 miast na prawach powiatu, które są gminami, ale realizują także zadania powiatów (co daje łącznie 380 jednostek)
- w Polsce jest 335 miast powiatowych, 45 z nich jest jednocześnie siedzibami powiatów i miastami na prawach powiatu
- największe:
  - największym powiatem pod względem powierzchni jest powiat białostocki (2976,56 km²)
  - największym miastem na prawach powiatu pod względem liczby mieszkańców jest Warszawa (1 861 975), natomiast pod względem powierzchni Gdańsk (683 km²)
  - największym powiatem ziemskim pod względem liczby mieszkańców jest powiat poznański (442 680)
  - najgęściej zaludnionym powiatem jest powiat pruszkowski (722,64 osób/km²)
  - najgęściej zaludnionym miastem na prawach powiatu jest Warszawa (3600,1 osób/km²)
- najmniejsze:
  - najmniejszym powiatem pod względem powierzchni jest powiat bieruńsko-lędziński (158,14 km²)
  - najmniejszym miastem na prawach powiatu pod względem powierzchni jest miasto Świętochłowice (13,3 km²)
  - najmniejszym powiatem pod względem liczby mieszkańców jest powiat sejneński (18 802)
  - najmniejszym miastem na prawach powiatu pod względem liczby mieszkańców jest Sopot (32 276)
  - najrzadziej zaludnionym powiatem jest powiat bieszczadzki (18,24 osób/km²)
- Wszystkie powiaty w Polsce mają siedzibę w miastach. Ostatnią wsią będącą siedzibą powiatu były Mońki (do 1964 r.).

| Województwo         | Miasta na prawach powiatu | Powiaty | Powiaty ogółem |
| ------------------- | ------------------------- | ------- | -------------- |
| dolnośląskie        | 4                         | 26      | 30             |
| kujawsko-pomorskie  | 4                         | 19      | 23             |
| lubelskie           | 4                         | 20      | 24             |
| lubuskie            | 2                         | 12      | 14             |
| łódzkie             | 3                         | 21      | 24             |
| małopolskie         | 3                         | 19      | 22             |
| mazowieckie         | 5                         | 37      | 42             |
| opolskie            | 1                         | 11      | 12             |
| podkarpackie        | 4                         | 21      | 25             |
| podlaskie           | 3                         | 14      | 17             |
| pomorskie           | 4                         | 16      | 20             |
| śląskie             | 19                        | 17      | 36             |
| świętokrzyskie      | 1                         | 13      | 14             |
| warmińsko-mazurskie | 2                         | 19      | 21             |
| wielkopolskie       | 4                         | 31      | 35             |
| zachodniopomorskie  | 3                         | 18      | 21             |
| Polska              | 66                        | 314     | 380            |

### Nazwy powiatów
Miasta na prawach powiatu mają nazwy w formie mianownikowej identyczne z nazwami miast, które stanowią. Powiaty mają nazwę przymiotnikową składającą się z członu „powiat” i przymiotnika pochodzącego przeważnie od miasta stanowiącego siedzibę powiatu (np. powiat poznański). Część przymiotnikowych nazw powiatów została jednak utworzona nieco inaczej:
- nazwa wskazuje również na inne miasto poza siedzibą powiatu (powiat bieruńsko-lędziński, powiat czarnkowsko-trzcianecki, powiat ropczycko-sędziszowski, powiat strzelecko-drezdenecki)
- nazwa wskazuje na kierunek położenia powiatu względem siedziby, znajdującej się w mieście na prawach powiatu (powiat łódzki wschodni, powiat warszawski zachodni do 31 grudnia 2005)
- nazwa zaczerpnięta jest od pasma górskiego (powiat bieszczadzki, powiat karkonoski, powiat tatrzański)
- nazwa pochodzi od sąsiedniego dużego miasta, ale siedzibą powiatu jest inne miasto (powiat gdański z siedzibą w Pruszczu Gdańskim, powiat warszawski zachodni, którego siedzibą od 1 stycznia 2006 jest Ożarów Mazowiecki).

Dziesięć nazw powiatów powtarza się w różnych województwach, co może prowadzić do nieporozumień – bielski, brzeski, grodziski, krośnieński, nowodworski, opolski, ostrowski, średzki, świdnicki, tomaszowski. Nieformalnie dodaje się wtedy określenie województwa; np. powiat opolski (województwo lubelskie).

### Listy powiatów
- Lista powiatów w Polsce
- Według kodów TERYT
- Według numerów tablic rejestracyjnych